# Ben Carré
Pour les articles homonymes, voir Carré (homonymie).
Benjamin Carré, connu sous le diminutif Ben Carré (né le 5 décembre 1883 à Paris et mort le 28 mai 1978 à Santa Monica, en Californie) est un directeur artistique, directeur de la photographie et décorateur français, ayant fait la plus grande partie de sa carrière aux États-Unis.

## Biographie
Après avoir étudié la peinture, il entre dans l'atelier Amable de Paris, qui travaille pour la Comédie-Française, l'Opéra de Paris ou Covent Garden.
Après avoir travaillé quelques années pour la Gaumont, notamment avec Alice Guy, il part pour les États-Unis en 1912, où il deviendra notamment le directeur artistique de Maurice Tourneur.

## Filmographie

### Directeur de la photographie
- 1922 : The Light in the Dark

### Directeur artistique
- 1915 : Trilby
- 1917 : La Flamme éternelle (The Undying Flame) de Maurice Tourneur
- 1917 : The Whip (en)
- 1917 : The Poor Little Rich Girl
- 1917 : La Délaissée (Barbary Sheep) de Maurice Tourneur
- 1918 : Woman
- 1918 : A Doll's House (Maison de poupée)
- 1918 : Prunella de Maurice Tourneur
- 1918 : Les Yeux morts (The Rose of the World) de Maurice Tourneur
- 1918 : Sporting Life
- 1919 : In Old Kentucky
- 1919 : La Ligne de vie (The Life Line)
- 1919 : Le Secret du bonheur (Victory)
- 1920 : Dinty
- 1920 : For the Soul of Rafael
- 1920 : Le Système du Docteur Ox (Go and Get It) de Marshall Neilan et Henry Roberts Symonds
- 1920 : The River's End
- 1920 : Stronger Than Death
- 1921 : Bob Hampton of Placer
- 1922 : Queen of the Moulin Rouge
- 1922 : What Fools Men Are
- 1922 : When the Desert Calls
- 1924 : In Hollywood with Potash and Perlmutter
- 1924 : Cytherea
- 1924 : The Red Lily
- 1924 : Tarnish (en)
- 1924 : Thy Name Is Woman
- 1925 : The Masked Bride (en)
- 1925 : La Flamme victorieuse (His Supreme Moment) de George Fitzmaurice
- 1926 : The Boob
- 1926 : Mare Nostrum
- 1927 : Old San Francisco
- 1927 : Don Juan
- 1929 : The Iron Mask
- 1929 : The Woman From Hell
- 1931 : The Black Camel
- 1931 : Riders of the Purple Sage (en) de Hamilton MacFadden
- 1935 : A Night at the Opera
- 1936 : Let's Sing Again
- 1936 : The Mine with the Iron Door (en)
- 1936 : Ennemis publics (Great Guy) de John G. Blystone
- 1937 : 23 1/2 Hours Leave

### Décorateur
- 1917 : Fille d'Écosse (The Pride of the Clan) de Maurice Tourneur
- 1917 : L'Exilée (Exile) de Maurice Tourneur
- 1918 : The Blue Bird (L'Oiseau bleu) de Maurice Tourneur
- 1921 : The Wonderful Thing de Herbert Brenon
- 1922 : Queen of the Moulin Rouge de Ray C. Smallwood
- 1927 : Soft Cushions de Edward F. Cline
- 1928 : La Danse rouge  (The Red Dance) de Raoul Walsh
- 1929 : Hot for Paris de Raoul Walsh
- 1930 : Sur la piste glacée (River's End) de Michael Curtiz